# Het gebroken dorp
Het gebroken dorp is een stripverhaal uit de reeks van Suske en Wiske. Het is geschreven door Peter Van Gucht.

## Personages
In dit verhaal spelen de volgende personages mee:
- Suske, Wiske, tante Sidonia, Lambik, Jerom, professor Barabas, Vanitas,  (de ijdele kant van het karakter van Lambik), wortelwezentje, Hinde (dochter van de graaf van Marchimont), Clamora (hofdame), wolven, Wolveniers, La Foudre (de bliksemkrijger, een oeroude natuurgeest)

## Locaties
Dit verhaal speelt zich af op de volgende locaties:
- Resteigne, hotel, bos, andere dimensie, Marchimont, onderaardse gang, kasteel, kamp van de Wolveniers

## Uitvindingen
In dit verhaal spelen de volgende uitvindingen van professor Barabas een rol:
- apparaat waarmee de ouderdom van voorwerpen achterhaald kan worden

## Het verhaal
De vrienden zijn op vakantie en professor Barabas organiseert een uitstapje naar het uitgestrekte bos bij Resteigne. In het bos was in de middeleeuwen het dorpje Marchimont, nu zijn er alleen nog stenen te zien. Professor Barabas heeft een apparaat waarmee hij de leeftijd van voorwerpen kan bepalen meegenomen en begint de omgeving te onderzoeken. Ook Suske en Wiske verkennen de omgeving en fantaseren over de reden waarom de mensen ooit vertrokken zijn. Als Wiske onweer hoort, gaat ze terug. Suske loopt nog wat verder het bos in en ziet dan de vorm van een kapel. Ook ziet hij een everzwijn met menselijke trekken en kan het redden als de bliksem inslaat in een boom. Het diertje rent naar een everzwijnmens en Suske blijft verbaasd achter. Wiske gelooft hem niet als hij vertelt wat er is gebeurd. Suske rent het bos in om te achterhalen wat er aan de hand is en de vrienden gaan op zoek naar de kinderen als het steeds slechter weer wordt.
Suske ziet iets blinken en vindt een ring in een steen. De mensen met een hoofd als een everzwijnhoofd zien Suske de ring pakken en weten dat Suske de uitverkorene moet zijn. De vrienden vinden Suske en ze gaan allen terug naar hun hotel, waar professor Barabas de ring onderzoekt. De ring blijkt duizend jaar oud te zijn en de professor vertelt dat het aan de autoriteiten overgedragen moet worden. De ring hoort thuis in een museum en Suske mag hem 's nachts bij zijn bed houden. Suske vertelt Wiske dat de ring veel voor hem betekent, hij voelt zich ermee verbonden. Als Suske slaapt droomt hij dat alleen een ridder van adellijke afkomst de ring kan vinden en er wordt gesmeekt om de vloek van Marchimont te verbreken. Suske schrikt zwetend wakker en vertelt 's ochtends bij het ontbijt over zijn droom.
Wiske gelooft het verhaal  niet en Suske wordt hierdoor nijdig; hij is zeer zeker van adellijke afkomst, omdat hij een afstammeling is van de familie Antigoon - de leiders van Amoras. Lambik vindt Suske ook dwaas en zegt dat ze wel bij hem zouden zijn uitgekomen, indien gezocht werd naar een uitverkorene. Suske wil naar Marchimont, hij vindt het zijn plicht om te helpen. Tante Sidonia verbiedt dit, het gezelschap maakt die dag een uitstapje naar Bouillon. Lambik heeft een discussie met Vanitas en op zijn advies wil Lambik met Suske naar dat bos met het doel roem en glorie te bereiken. Tante Sidonia staat dat ook niet toe, Lambik en Suske vertrekken daarna stiekem met de auto. Wiske neemt tante Sidonia mee naar het bos en Jerom en professor Barabas blijven achter in het hotel. 
Lambik ziet een everzwijnmens in het bos en wordt neergeslagen door gewapende wolven.  die het everzwijnmens achtervolgden. Een klein wortelezentje ziet Suske en neemt bezit van een boom. Suske schrikt als hij de boom ziet bewegen en valt in een gat in de grond. Wiske komt ook op de plek en ziet het gat in de grond. Ze wordt aangesproken door het wortelwezentje en valt flauw. Suske dwaalt door lange ondergrondse gangen en komt in een kamer terecht waar hij verwelkomt wordt door Hinde. Hinde neemt Suske mee naar de uitgang en vraagt hem de ring om zijn vinger te doen. Dan vliegen er stenen door de lucht en Hinde legt uit dat ze hun eigen plaats weer opzoeken. Het graafschap herrijst en Suske ziet de stad zoals hij eeuwen geleden was, ze zijn in een andere dimensie terechtgekomen. In deze dimensie moet de uitverkorene de vloek verbreken. 
Hinde vertelt dat haar vader erg gelukkig was met zijn vrouw en dochter. Hij nam een hofdame in dienst en zij bleek een kwaadaardige tovenares met slechte bedoelingen te zijn. Ze vergiftigde de moeder van Hinde en trouwde met haar vader, die later ook overleed aan haar onderdrukking. Clamora greep de macht en voerde een schrikbewind in met hoge belastingen en drukte elk protest de kop in. Hinde werd in de kerker gegooid, want Clamora vertelde dat ze haar eigen ouders had vermoord. De inwoners geloofden dit niet en de dorpelingen kwamen in opstand toen Hinde terechtgesteld zou worden. Clamora vervloekte de inwoners en het dorp en haar toverkracht werd opgevangen door de ring die Hinde om haar hals droeg. De ring kreeg ze van haar ouders bij haar geboorte en bevat al hun liefde voor mij, zo was de ring in staat om de magie om te buigen. 
De vloek werd niet helemaal verbroken en de dorpelingen veranderden in everzwijnen en Hinde kreeg het uiterlijk van een hinde. De volgelingen van Clamora veranderden in wolven. De inwoners van andere dorpen zagen de dieren als duivelse wezens en daarom verborgen de dorpelingen zich in de kelders van het kasteel. Marchimont werd een spookdorp en mensen kwamen niet in de buurt, de dorpshuizen en het kasteel verdwenen en de dorpelingen zullen pas vrij zijn als Clamora naar het geestenrijk overgaat. Wiske wordt wakker en wordt aangesproken door het wortelwezentje, die haar vertelt dat Suske door een vrouw naar het bos is gelokt met het doel te trouwen. Het wortelwezen hypnotiseerd Wiske daarna. Lambik wordt wakker en merkt dat hij is vastgebonden. Hij vertelt dat hij de uitverkorene is en dan willen de wolven zijn hoofd afhakken, waarna Lambik bekent dat Suske de ware uitverkorene is.
Dan verschijnt een persoon met een helm en die vertelt de wolven dat Lambik inderdaad de uitverkorene niet is. Hinde brengt Suske naar een kamer, waar hij moet kiezen uit drie wapens. Suske wil eerst zijn vijand beter leren kennen voor hij een keuze maakt en dan wordt het kasteel aangevallen door Clamora en haar wolven. Suske ziet dan dat Lambik in handen is gevallen van de vijand en Suske loopt het kasteel uit. Het lukt hem om Lambik te bevrijden en ze verslaan de wolven, die zich dan terugtrekken. Suske grijpt Clamora dan vast en trekt de helm af, maar dan ziet hij dat het Wiske is. Ze heeft het wortelwezentje op haar hoofd en slaat Suske neer. Lambik valt dan aan met meerdere everzwijnen en de wolven trekken zich terug. Suske heeft Clamora niet gedood en de everzwijnen vragen zich af of het wel echt de uitverkorene is. Suske zegt dan dat het Wiske was en zij dan ook zou sterven. Lambik zegt dan dat hij een betere uitverkorene zou zijn en Suske vertelt dat hij gelijk heeft, maar het lukt hem niet om de ring van zijn vinger te krijgen als hij deze aan Lambik wil geven.
Lambik wordt aan de everzwijnen voorgesteld als nieuwe leider en hij wil 's nachts het kamp van de wolven aanvallen. Suske is ook in het kamp geslopen en komt in een tent terecht, waar hij ziet dat Wiske door een wortel wordt vastgehouden op een bed. Suske probeert de wortel stuk te snijden, maar die roept dan de hulp in van de wolven. De wortel neemt weer bezit van Wiske en Suske wordt aan een totem vastgezet. Dan draagt Clamora de Wolveniers op de hulp van La Foudre in te roepen. Hiervoor is een offer nodig en Clamora wil dan Suske doden, maar Suske kan met een list Wiske uit de macht van Clamora krijgen. Dit is maar van korte duur en Clamora probeert opnieuw Suske te doden, maar dan vallen de everzwijnen en Lambik het kamp aan. Clamora doodt een Wolvenier als offer en roept de bliksemkrijger op. Clamora begint tegen Lambik te praten en vertelt een manier te weten hoe hij de uitverkorene kan worden. 
De Wolveniers zijn verslagen en Lambik brengt Clamora naar Suske. Die wil Wiske bevrijden, maar Lambik zegt dat dit niet mogelijk is. Dan nadert er een storm en Lambik vertelt dat dit La Foudre is. De vloek moet verbroken worden en Suske moet kiezen of hij Clamora en Wiske doden zal, of alle inwoners van Marchimont zal opofferen. De bliksemflitsen slaan in en Suske wil schieten, maar richt dan op de helm van Lambik. De wortel zit nu op het hoofd van Lambik en Suske haalt de helm van het hoofd van Wiske. De wortel roept La Foudre op om alle everzwijnen en Marchimont te vernietigen en de everzwijnen trekken zich terug onder de grond. Lambik valt Suske aan en ze blijken aan elkaar gewaagd tijdens het zwaardvechten. Suske gebruikt weer een list en kan Lambik zo uit de macht van Clamora halen. Suske achtervolgt de wortel en komt dan in problemen, maar Wiske kan hem redden uit handen van de Wolveniers. 
Dan vertelt Wiske dat Clamora de leider van de Wolveniers heeft geofferd en de Wolveniers achtervolgen de wortel dan, maar die kan op een zwaan ontkomen. Marchimont wordt vernietigd door de blikseminslagen en Suske gaat op zoek naar Hinde. Clamora komt bij Hinde en neemt bezit van haar en Suske komt ook in de kamer terecht en moet kiezen uit een van de wapens. Wiske kiest de hellebaard en loopt Hinde en Clamora achterna. Op de toren geeft Suske zich over en laat Clamora op zijn hoofd klimmen. Voor hij zijn wil verliest, geeft hij La Foudre opdracht om Marchimont te vernietigen. Suske heeft de hellebaard in de lucht gestoken en trekt zo de bliksem aan, waarna alles ontploft. Suske, Wiske en Lambik worden wakker in het bos en Lambik biedt zijn verontschuldigingen aan. Vanitas zegt dat een echte Lambik nooit sorry zegt, waarna Lambik hem uit zijn hoofd haalt en zijn trots letterlijk inslikt. 
De vrienden houden het avontuur geheim en gaan terug naar het hotel. 's Nachts droomt Suske en hij wordt bedankt voor zijn hulp door de dochter van de graaf. Doordat Clamora is verslagen, werd de vloek verbroken en alles werd weer normaal. Als normale mensen sloten de everzwijnen en wolven vrede en ze verlieten Marchimont om ergens anders het geluk te zoeken. Het dorp zal voor altijd vergeten worden en Suske zal voor altijd de graaf van Marchimont zijn, maar dan arriveert Wiske en vertelt dat het hoog tijd is dat Suske over haar gaat dromen.